# (364171) 2006 JZ81
(364171) 2006 JZ81, também escrito como (364171) 2006 JZ81, é um objeto transnetuniano (TNO) que está localizado no cinturão de Kuiper, uma região do Sistema Solar. Este objeto é classificado com um cubewano. O mesmo possui uma magnitude absoluta (H) de 6,7 e, tem um diâmetro com cerca de 122 km, por isso existem poucas chances que possa ser classificado como um planeta anão, devido ao seu tamanho relativamente pequeno. Este corpo celeste é um sistema binário, o outro componente, o S/2008 (364171) 1, possui um diâmetro estimado em cerca de 78 km.

## Descoberta
(82157) 2001 FM185 foi descoberto no dia 01 de maio de 2006 através do Observatório de Mauna Kea.

## Órbita
A órbita de (364171) 2006 JZ81 tem uma excentricidade de 0.081, e possui um semieixo maior de 44.724 UA. O seu periélio leva o mesmo a uma distância de 41.093 UA em relação ao Sol e seu afélio a 48.355.